# Чума метеликів
«Чума метеликів» (англ. A Plague of Butterflies) — науково-фантастичне оповідання американського письменника Орсона Скотта Карда. Вперше опубліковане 1981 року на сторінках журналу «Емейзін сторіз», а незабаром після цього «Чума метеликів» увійшла до антології, виданої Кардом, під назвою «Дракони темряви». Його роман «Посередня жінка» з'явилася у вище вказаній книзі під псевдонімом Байрон Воллі. Згодом «Чума метеликів» передруковувалася в іншій збірці автора, «Карти в дзеркалі».

## Сюжет
Оповідання розповідає про чоловіка на ім'я Амаса. Одного разу до Амаси прилетіло багато метеликів, щоб відвезти його в подорож до Єрусалима — країни мертвих. По дорозі він зустрів людину, яка сказала йому про ключ до потрапляння в місто. Чоловік пояснює Амасі, що Єрусалим побудований та закритий від усього світу, щоб злий дракон не виходив і не вбивав людей. Чоловік також попереджає Амасу, що якщо він вб’є метелика, він буде жити вічно. Коли Амаса прибуває до міста, то дізнається, що люди, які там живуть, очікують, що він уб'є злого дракона та врятує королеву. Амаса каже, що з нього досить квесту, а потім вбиває метелика. Незабаром після цього злий дракон йде до королеви та запліднює її. Коли дитина народжується, метелики кажуть Амасі вбити її, але чоловік не може це зробити, тому що дитина така гарна. Коли вона дорослішає, майже відразу, жінка-дракон починає спарюватися з Амасою, створюючи багато нових драконів, яких слід відправити у світ. Амаса намагається вбити себе, щоб зупинити її, але виявляє, що не може померти.

## Комікс
Оповідання «Чума метеликів» створювалося у формі коміксу й вийшло у січневому номері «InterGalactic Medicine Show». Ілюстрації для цього коміксу малював Ленс Кард, а сценарій написав Джейк Блек, який також працював із Кардом над міні-серіалом коміксів «Вірми».